# ناب
الناب (بالإنجليزية: Canine) هو أحد الأسنان في الثدييات، ويكون طويلًا نسبيًا، ومدبب. ومع ذلك، وفي بعض الحالات يكون مسطحًا يشبه القواطع. يستخدم لتمزيق الطعام وأحيانًا كسلاح في بعض الحيوانات. غالبًا ما يكون أكبر الأسنان في فم الثدييات. يوجد في الفم عادة أربعة أنياب، اثنان في الفك العلوي واثنان في الأسفل، مفصولة داخل كل الفك بواسطة القواطع.
الأنياب الأربعة في البشر هما الأنياب الفكية واثنين من الأنياب الفك السفلي.

## التفاصيل
هناك أربعة أنياب: اثنان في الجزء العلوي (الفك العلوي) واثنان في الفك السفلي. توجد الأنياب أفقيا على جوانب القواطع. وهي أكبر وأقوى من القواطع، وتغوص جذورها بعمق في عظام الفك.
تاج الناب كبير ومخروطي الشكل، ومحدب للغاية على سطحه الخارجي، وهو مجوف قليلاً وغير متساوٍ على سطحه الداخلي، ويتخطى مستوى الأسنان الأخرى لأنه أطول منها. الناب له جذر واحد، ولكنه أطول وأثخن من جذور القواطع، مخروطي الشكل، مضغوط بشكل جانبي، ويتميز بأخدود خفيف على كل جانب.
في البشر، تكون الأنياب العلوية (المعروفة باسم أسنان العين، بسبب موضعها تحت العينين) أكبر وأطول من الأنياب السفلية.

## اختلاف الشكل حسب الجنس
في العديد من الثدييات، تكون الأنياب في الفك العلوي أو السفلي، أو في كليهما، أكبر بكثير في الذكور من مثيلاتها في الإناث، أو تكون غير موجودة في الإناث، إلا في بعض الأحيان بدائية خفية. بعض الظباء، وغزلان المسك، والإبل، والحصان، والخنازير، والقرود المختلفة وحيوان الفظ، تمثل أمثلة على ذلك.

## في غير الثدييات
في غير الثدييات، يمكن أن توصف الأسنان التي تشبه الأنياب بأنها «أسنان الشكل» («أشباه الأنياب»).

## صور إضافية

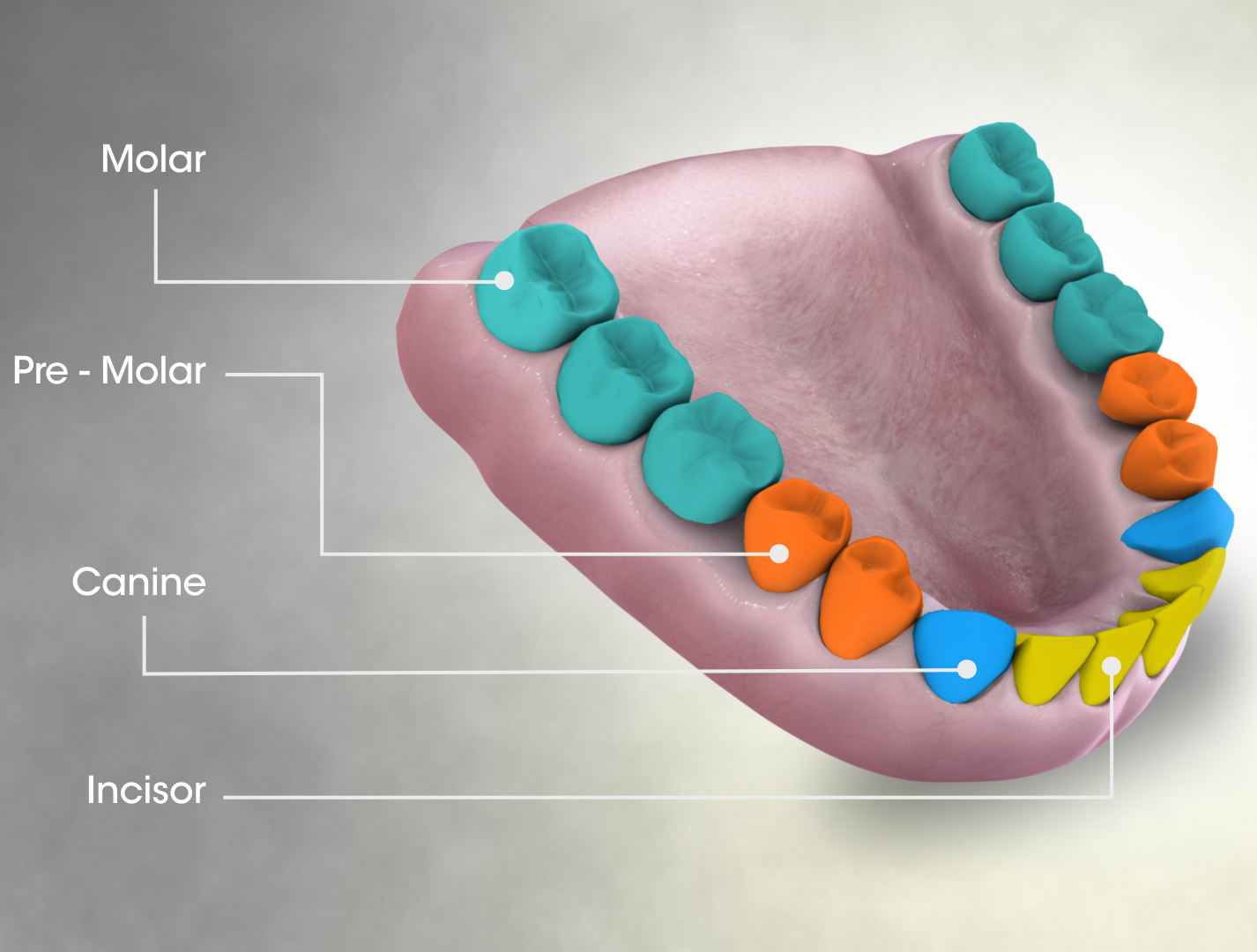
الرسوم المتحركة الطبية تظهر الأنياب وترتيبها في فم الإنسان البالغ.
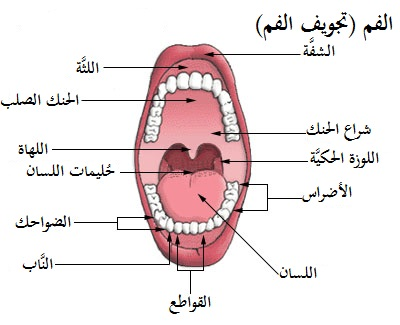
الفم (تجويف الفم)
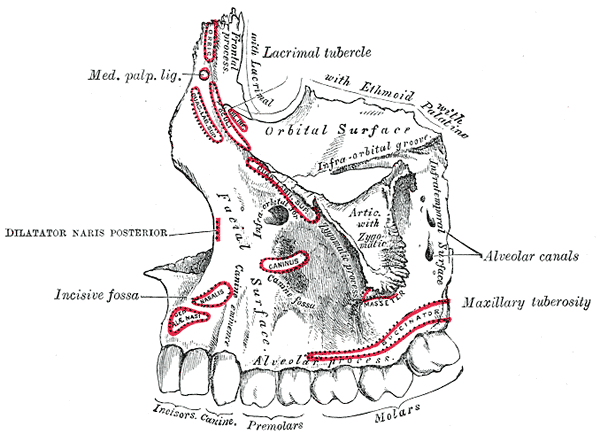
غادر الفك العلوي. السطح الخارجي.
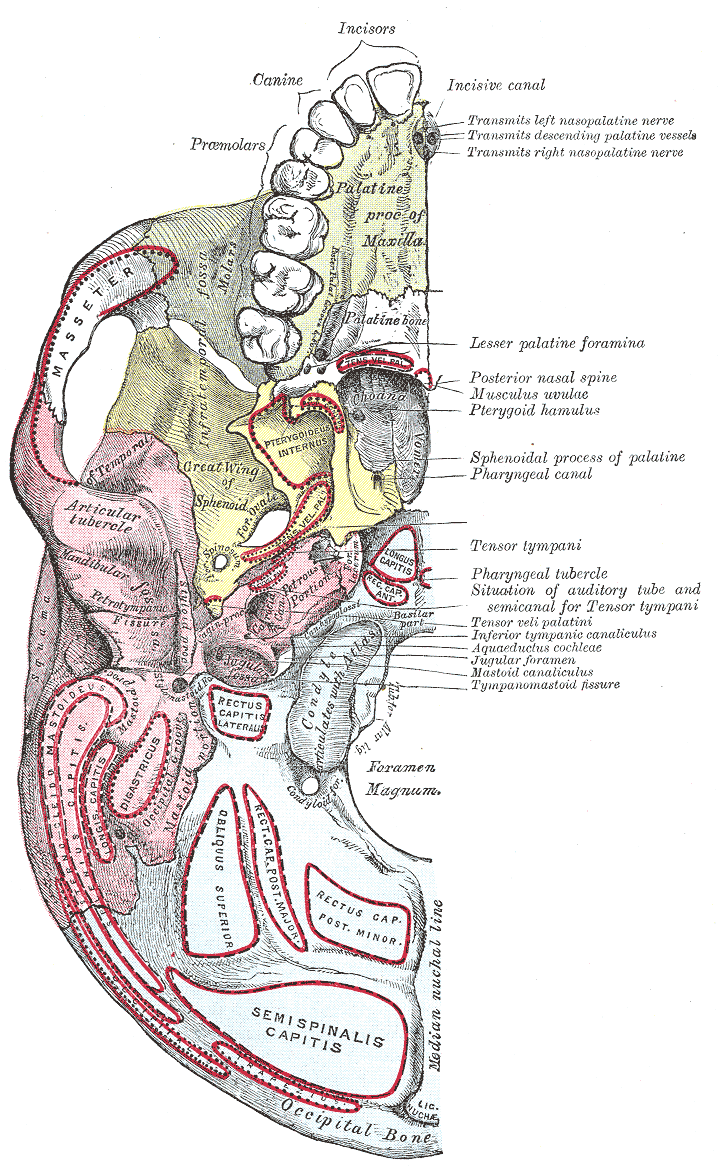
قاعدة الجمجمة. السطح السفلي.
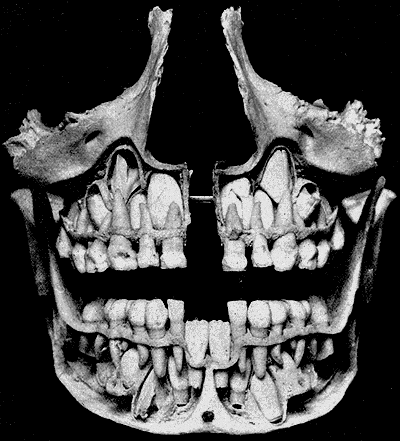
ترتكز الأسنان الدائمة غير المنفصلة على الأسنان المتساقطة.

## روابط خارجية
- صور تشريحية:34:os-0507 في مركز داونستيت الطبي التابع لجامعة نيويورك